# Watanabe Hajime (samurai)
Watanabe Hajime (渡辺 長?; 1534 – 26 marzo 1612) è stato un samurai giapponese del periodo Sengoku, servitore del clan Mōri.

## Biografia
Il padre di Hajime morì nel 1543 durante il primo assedio di Gassan-Toda e Hajime, divenuto capo famiglia, continuò a servire Mōri Motonari. Gli viene attribuito il merito di aver salvato la vita di Motonari durante la ritirata dal castello di Gassan-Toda nel 1543 vicino alle miniere d'argento di Ōmori e ottenne molto prestigio e riconoscimento per tale azione. Partecipò a numerose battaglie tra cui Miyajima (1555), Moji (1561) e in seguito alla campagna di Kyūshū (1586-1587). Visitò la capitale nel 1588 ricevendo titoli da Toyotomi Hideyoshi. Morì nel 1612.